# Ejtőkalapácsok

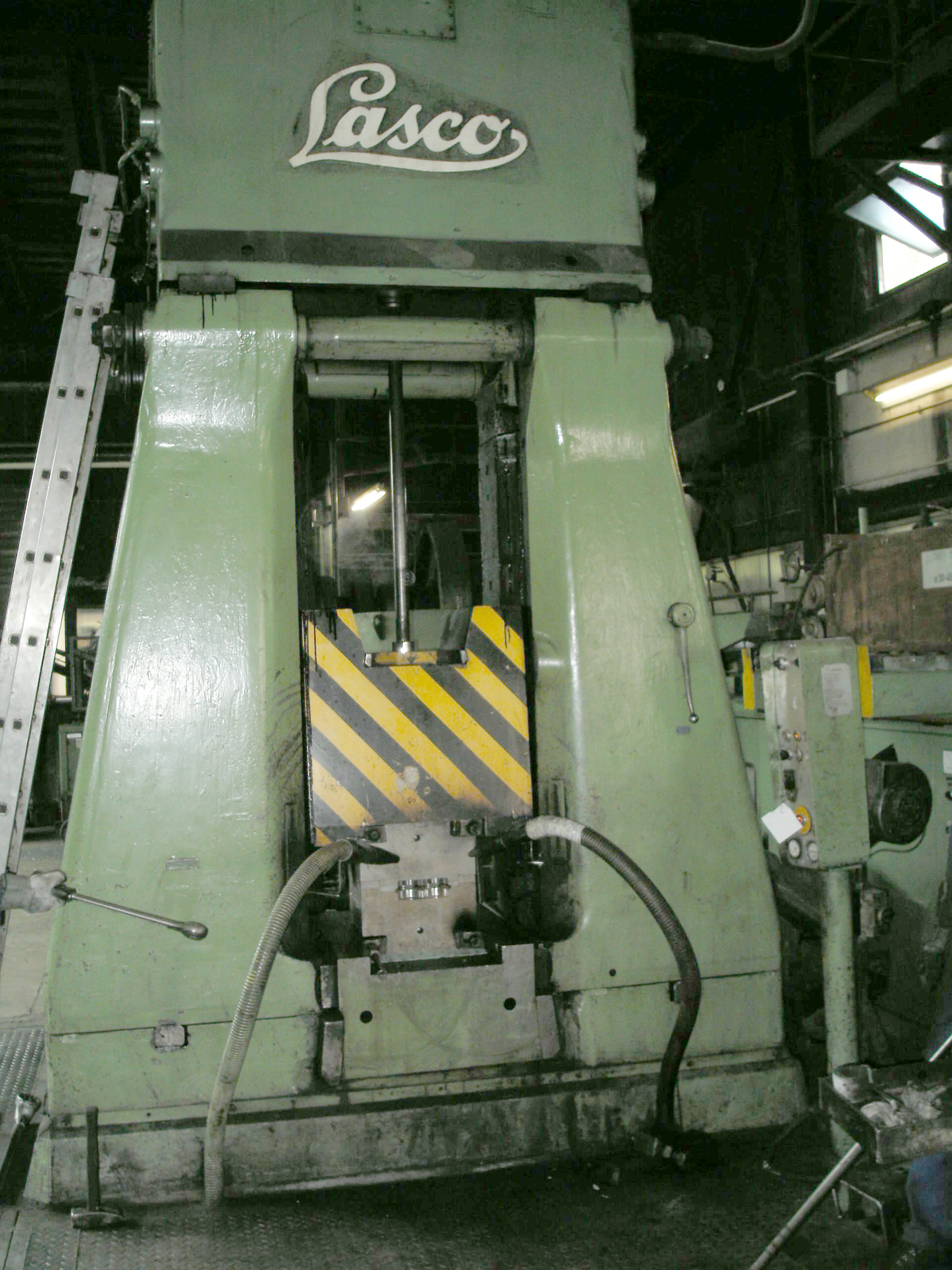
Olajhidraulikus ejtőkalapács

Az ejtőkalapácsok a süllyesztékes kovácsolás jellegzetes alakító berendezései. Működési elvük tisztán gravitációs: a medvét – a rászerelt szerszámmal együtt – felemelik, majd adott magasságról leejtik, a medve szabadeséssel zuhanva végzi el beütéskor az alakítást. A kalapács munkavégző képességét tehát a medve mozgási energiája biztosítja. A mechanikus ejtőkalapácsokat az emelés módja szerint lehet megkülönböztetni:
- hevederes,
- léces,
- láncos,
- olajhidraulikus.

Az ejtőkalapácsok ütési energiája:
{\displaystyle W=m\cdot {\frac {v^{2}}{2}}} ,
ahol m a medve tömege, v a beütési sebesség. Utóbbi a lefelé haladó medve gyorsulása és az ejtési magasság ismeretében számítható:
{\displaystyle v={\sqrt {2\cdot a\cdot H}}}
A súrlódási veszteségek csökkentik a nehézségi gyorsulás értékét, ezért a gyakorlatban – típustól függően – a = 6–9 m/s² közötti értékkel szoktak számolni.

## Hevederes ejtőkalapács

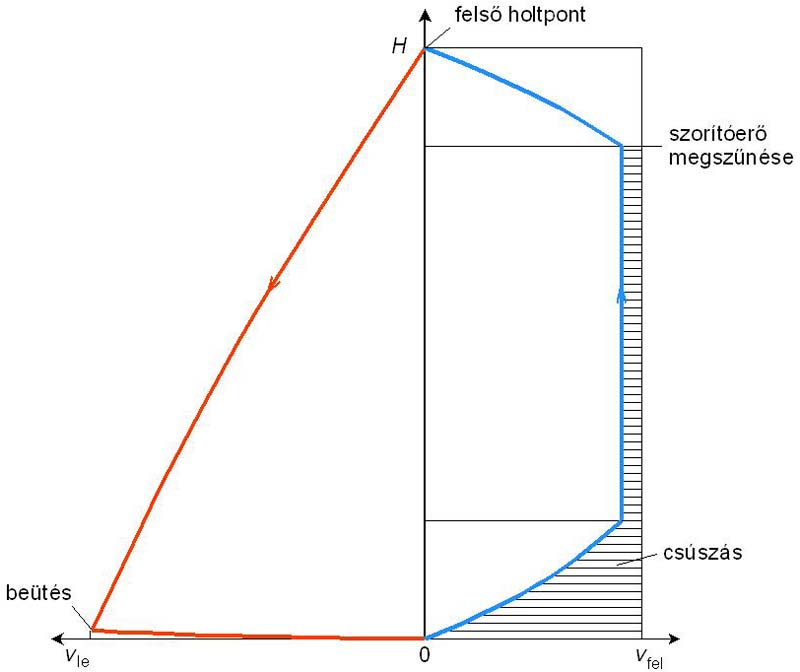
Hevederes és léces ejtőkalapács menetdiagramja

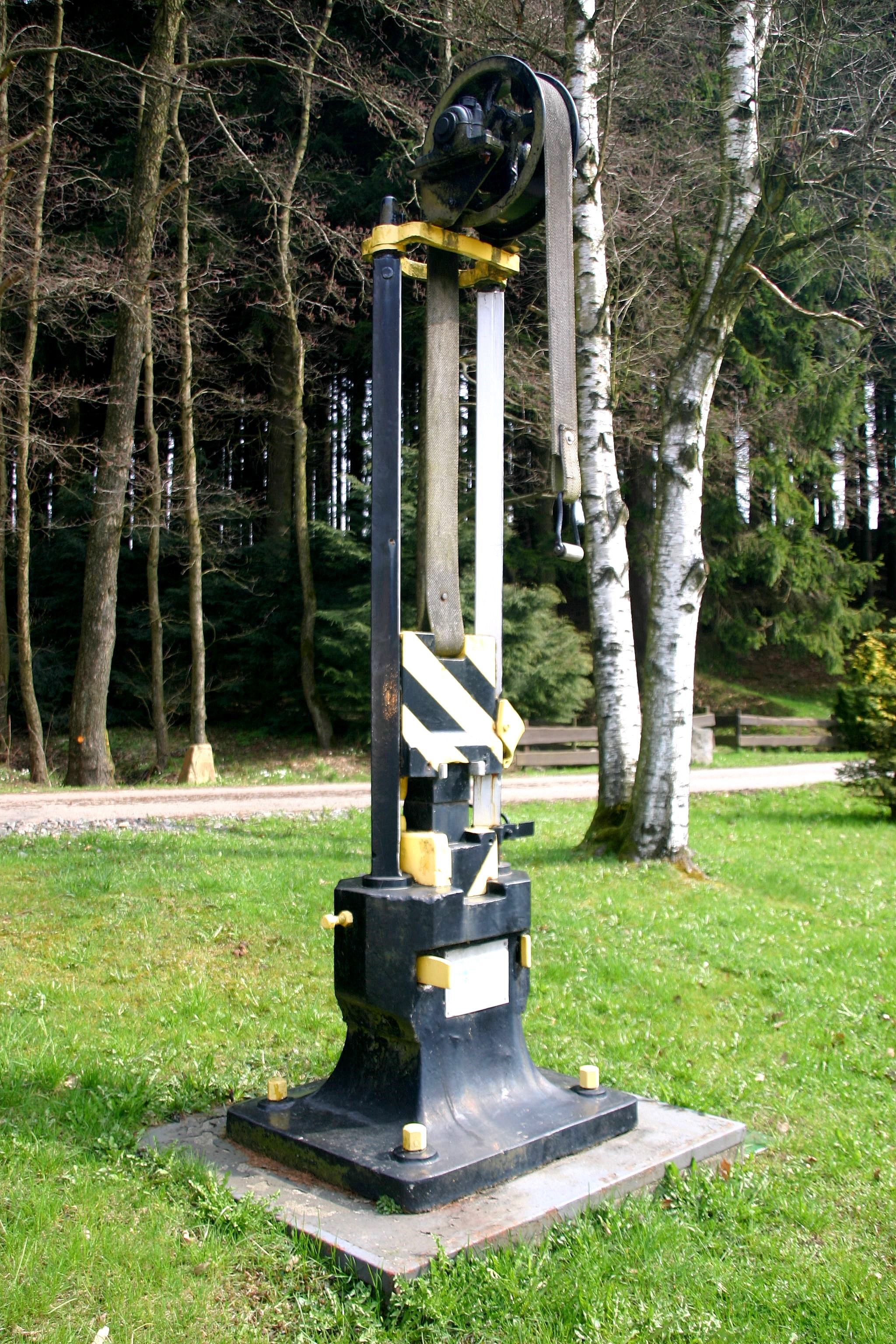
Kisméretű múzeumi hevederes ejtőkalapács

A hevederes kalapács emelőműve – a medve felemeléséhez szükséges szerkezet – egyszerű, egy állandó fordulatszámmal forgó dobból és egy hevederből áll. A heveder egyik végét a medvéhez rögzítik, a másik végén – a klasszikus hevederes kalapácsnál – fogantyú van. Emeléshez a kovács meghúzza a heveder fogantyúját, a dobon keletkező súrlódó erő pedig felemeli a medvét. Az adott magasság elérésekor elengedi, a medve pedig leesik. A nagyobb tömegű medvék emeléséhez a hevedert – a kézi működtetés helyett – pneumatikus vagy olajhidraulikus módon működtetett szorítógörgőt használnak. A heveder anyaga bőr vagy gyapjú-, gyapot-, műszálszövet. A súrlódás miatt a dob melegszik, ezért vagy levegőbefújással, vagy ha belső fogaskerék-hajtóművel hajtott a dob, akkor olajjal hűtik. Az ejtési magasság viszonylag nagy: 1,5–2 méter, a medve tömege legfeljebb 3000 kilogramm. Az ütésszámban el lehet érni a 40 1/min-t.
A kalapács sebességviszonyait a kinematikai diagramon lehet szemléltetni. Az alsó állásból induló medve általában ~15 m/s² gyorsulással indul és éri el az állandósult ~2,5–3 m/s-os sebességet. Az emelés utolsó fázisában a szorítóerőt megszüntetik, és a medve lassulva éri el a felső holtpontot, ahonnan szabadeséssel esik le.

## Léces ejtőkalapács

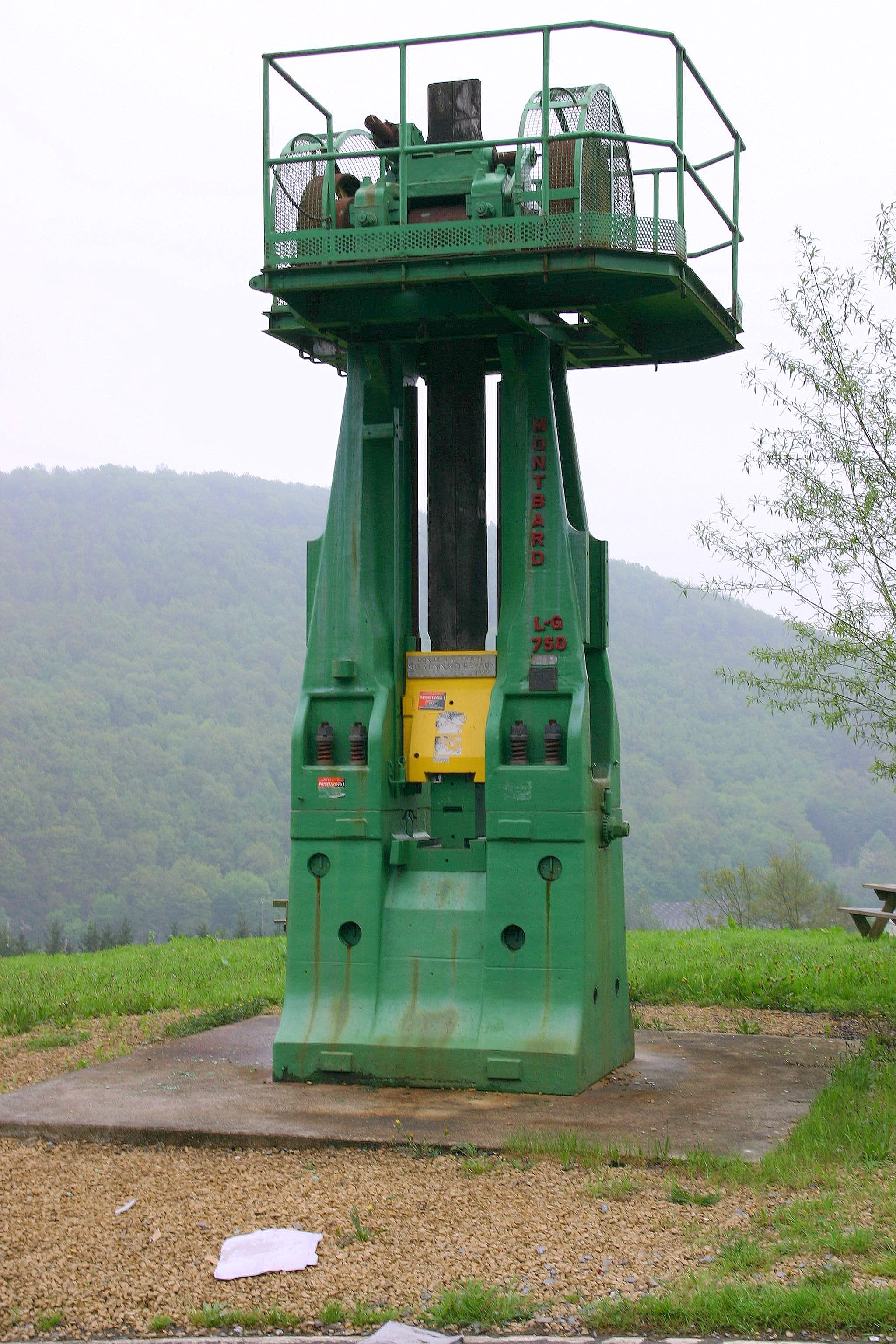
Múzeumi léces ejtőkalapács

A léces ejtőkalapácsnál a medvét a medvére erősített léccel és az azt szorító két görgővel emelik fel. Az emelés úgy történik, hogy az ellentétes irányban forgó görgőket egymás felé mozdítják, és a közöttük lévő lécet a létrejövő súrlódó erő felemeli. Amikor a tárcsákat eltávolítják egymástól, a lécet elengedik, és az a medvével együtt leesik. Ha egy fölső vagy bármely közbülső magasságban meg akarják állítani a medvét, akkor a lécet egy külön beépített fogószerkezettel támasztják meg.
A léc anyaga fa, impregnált fa, műanyag. A léc – elsősorban az alsó részén – az erős súrlódás miatt kopik, vékonyodik. Amikor egy bizonyos méret alá csökken a vastagsága, akkor a görgők már nem képesek olyan szorító erőt kifejteni, hogy megfelelő sebességgel tudják emelni a léc–medve együttest, emiatt csökken az elérhető ütésszám stb. Ilyenkor vagy új lécre cserélik a kopottat, vagy megfordítják, és a felső, még kevésbé kopott rész kerül alulra.
Az ejtési magasság 1–1,6 méter, a medve tömege általában nem lépi túl a 2500 kilogrammot (nem azért, mert nem bírná el a léc, vagy nem bírná felemelni a görgő, hanem mert túl nagy lenne a léc kopása). A görgőket elektropneumatikus vezérléssel mozgatják. A léces ejtőkalapács menetdiagramjának alakja lényegében a hevederes kalapácséval azonos.

## Láncos ejtőkalapács

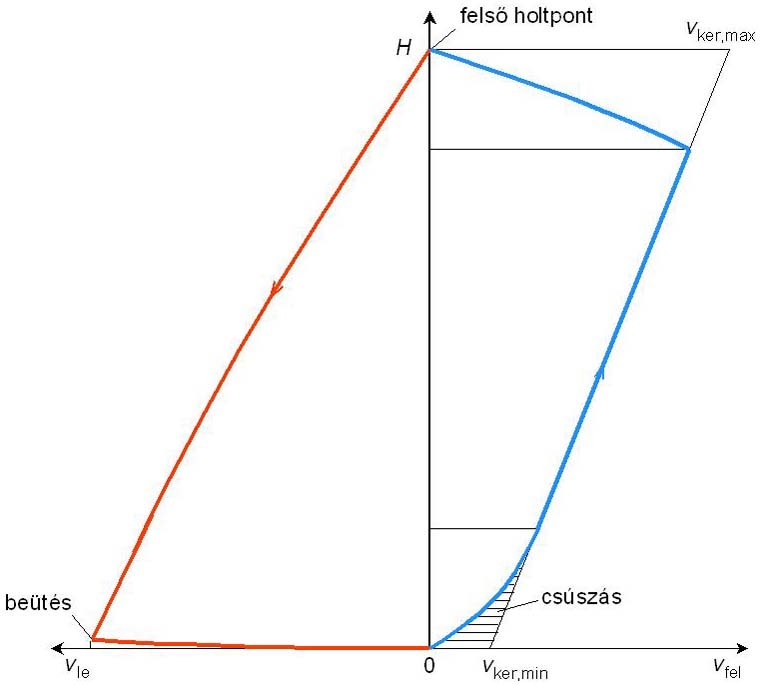
Láncos ejtőkalapács menetdiagramja

A láncos ejtőkalapács megtervezésével a hevederes és a léces ejtőkalapácsoknál tapasztalható kopást igyekeztek kiküszöbölni. Az emelésre gall- (hevederes) láncot használnak, amit emeléskor egy speciális tárcsára tekernek fel. A tárcsa alakja arkhimédészi spirál, kerülete akkora, hogy a lánc emelési hosszúsága elférjen rajta. Az emelőtárcsát – lamellás tengelykapcsoló közvetítésével – elektropneumatikus módon működtetett lendítőkerék hajtja. A tárcsa spirál alakja a medve emelésekor fellépő gyorsító erőket csökkenti, a medvét kis sebességről indulva fokozatosan növekvő sebességgel emeli, ez a menetdiagramon is megfigyelhető. A minimális súrlódási veszteség a lamellás tengelykapcsolóban keletkezik. A jelentősnek mondható dinamikus lökéseket a medve és a lánc közé iktatott gumiütközővel csillapítják. A medvét kívánt magasságban elektropneumatikus fékkel lehet megállítani. A láncos ejtőkalapács ejtési magassága csak 1–1,3 méter, emiatt ütésszáma nagy: 55 1/min. A használatos medvetömeg 250–7500 kilogramm, az elérhető ütési energia 2,5–100 kNm.

## Olajhidraulikus ejtőkalapács
Az olajhidraulikus ejtőkalapácsot a Lasco cég fejlesztette ki. A medve emelését olajhidraulikus hengerben mozgó, viszonylag kis átmérőjű dugattyú, illetve az ehhez kapcsolt vékony dugattyúrúd végzi. A működtetést nagy szállítóképességű és jól szabályozható olajszivattyú végzi. A felfelé haladó dugattyú a felső térrészben légpárnát sűrít, ami „besegít” a lefelé induló medve gyorsításába. Ejtéskor az alsó hengertérben lévő olaj gyors átbocsátású szelepeken keresztül távozik. A dugattyúrúd és a medve olajfék közvetítésével kapcsolódik, ezzel csökkentik az ütéskor fellépő dinamikus igénybevételt. A medve tömege 500–4000 kilogramm, az ejtési magasság (löket) 1–2 méter, az ütésszám 40–110 1/min (ez persze a löket méretétől is függ).